# Steven Gray
Pour les articles homonymes, voir Gray.
Steven Gray, né le 8 avril 1989, à Port Hadlock-Irondale, dans l'État de Washington, est un joueur américain de basket-ball. Il évolue au poste d'arrière.

## Biographie
En décembre 2013, il rejoint le Basket Club Maritime Gravelines Dunkerque Grand Littoral en tant que pigiste médical pour remplacer Souleymane Diabate et y reste jusqu'à la fin de la saison en tant que joker. Durant la semaine du 20 au 26 janvier 2014, il bat deux fois son record de points qui était de 27 points en marquant 28 points en EuroCoupe contre Sassari et 31 points en championnat contre Orléans.
Durant l'été 2014, il s'engage avec Dijon. Il termine meilleur marqueur de la saison avec 16,8 points par match.
Le 21 mai 2015, il signe son retour pour deux ans à Gravelines-Dunkerque mais quitte le club en novembre 2016.